# 教宗選舉秘密會議列表

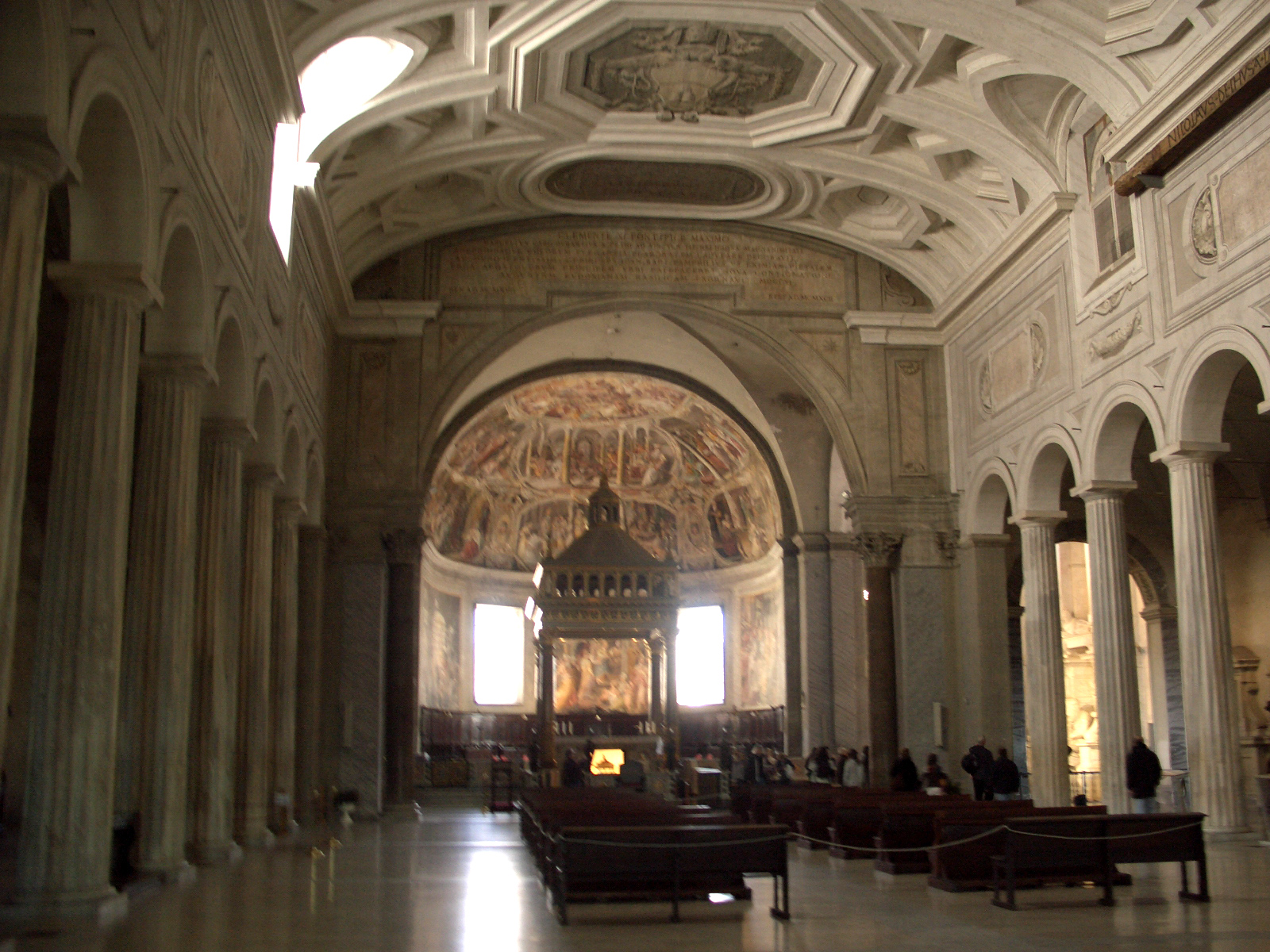
按照1059年發布的教宗詔書《以上主之名》舉行的第一次教宗选举因選舉過程遭反對，所以選舉地點以聖伯多祿鎖鏈堂取代舊聖伯多祿大殿

現時共有110次天主教會承認的教宗選舉。1059年之前，教宗選舉沒有固定的選舉過程，因此世俗社會對選舉有很大的影響。教宗選舉中曾出現政治干預，導致出現長時間的宗座出缺期。
1059年，教宗尼古拉二世規定教宗由樞機互選產生，直至1294年才全面轉為秘密會議，樞機團被指派爲唯一的選舉人團，自此選舉人員的範圍變得更加明確。其後的選舉遵循了相似的會議程序。
從1455年起，除了五次選舉外，其餘教宗選舉都在宗座宮舉行。羅馬外舉行了二十八次教宗選舉，分別在：泰拉奇納（1088年），克魯尼（1119年），韋萊特里（1181年），維羅納（1185年） ，費拉拉（1187年10月），比薩（1187年12月），佩魯賈（1216年、1264年至1265年、1285年、1292年至1294年、1304年至1305年），阿納尼 （1243年），那不勒斯（1254年、1294年），維泰博（1261年、1268年至1271年、1276年7月、1276年8月至1276年9月、1277年、1281年、1282年），阿雷佐（1276年1月），卡龐特拉/里昂（1314年至1316年），阿維尼翁（1334年、1342年、1352年、1362年、1370年），康斯坦茨 （1417年）和威尼斯（1799年至1800年）。

## 教宗選舉

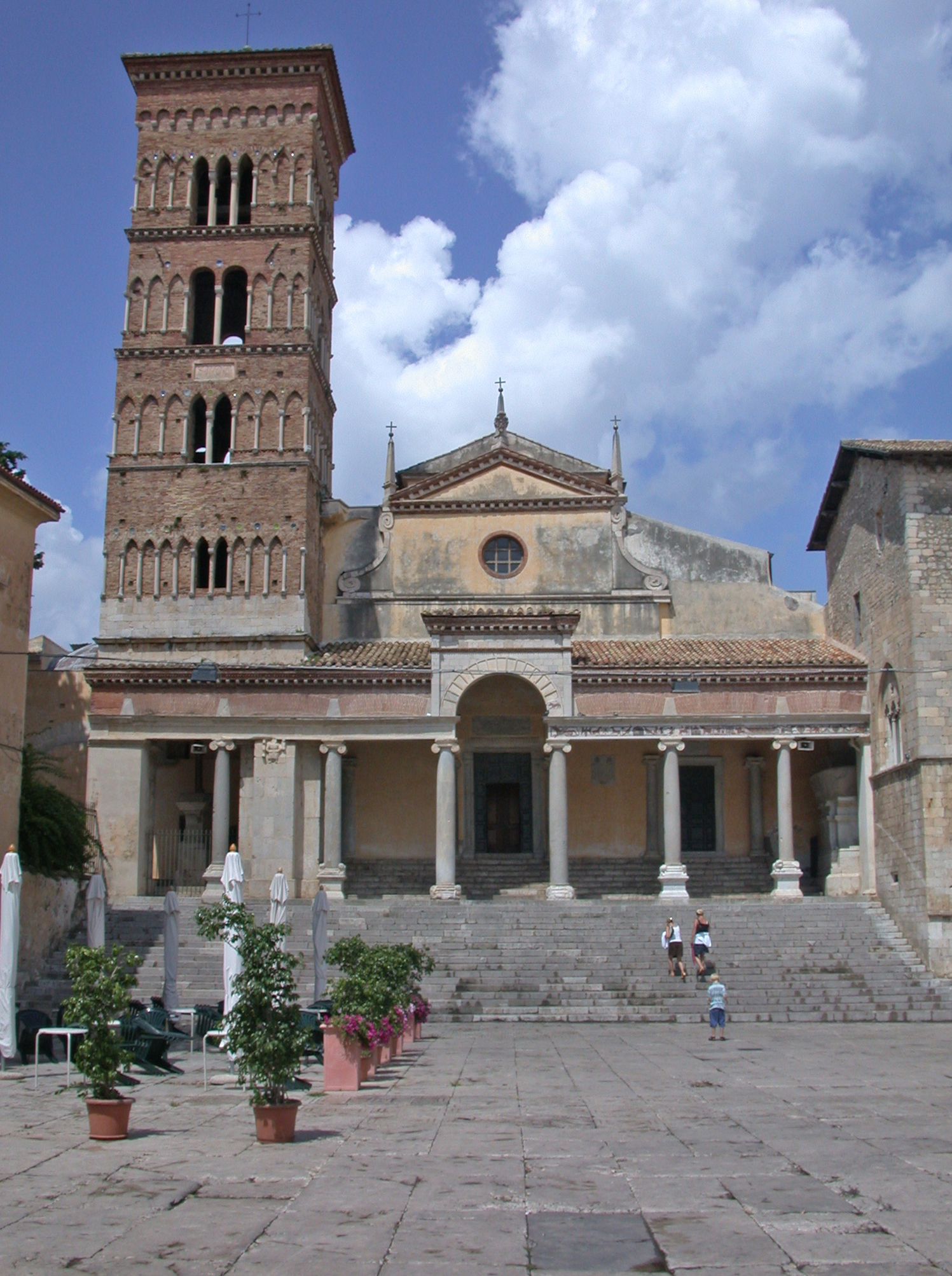
意大利特拉西那的聖伯多祿及聖切薩雷奧教堂是一個位於羅馬以外，又舉行過教宗選舉的教堂

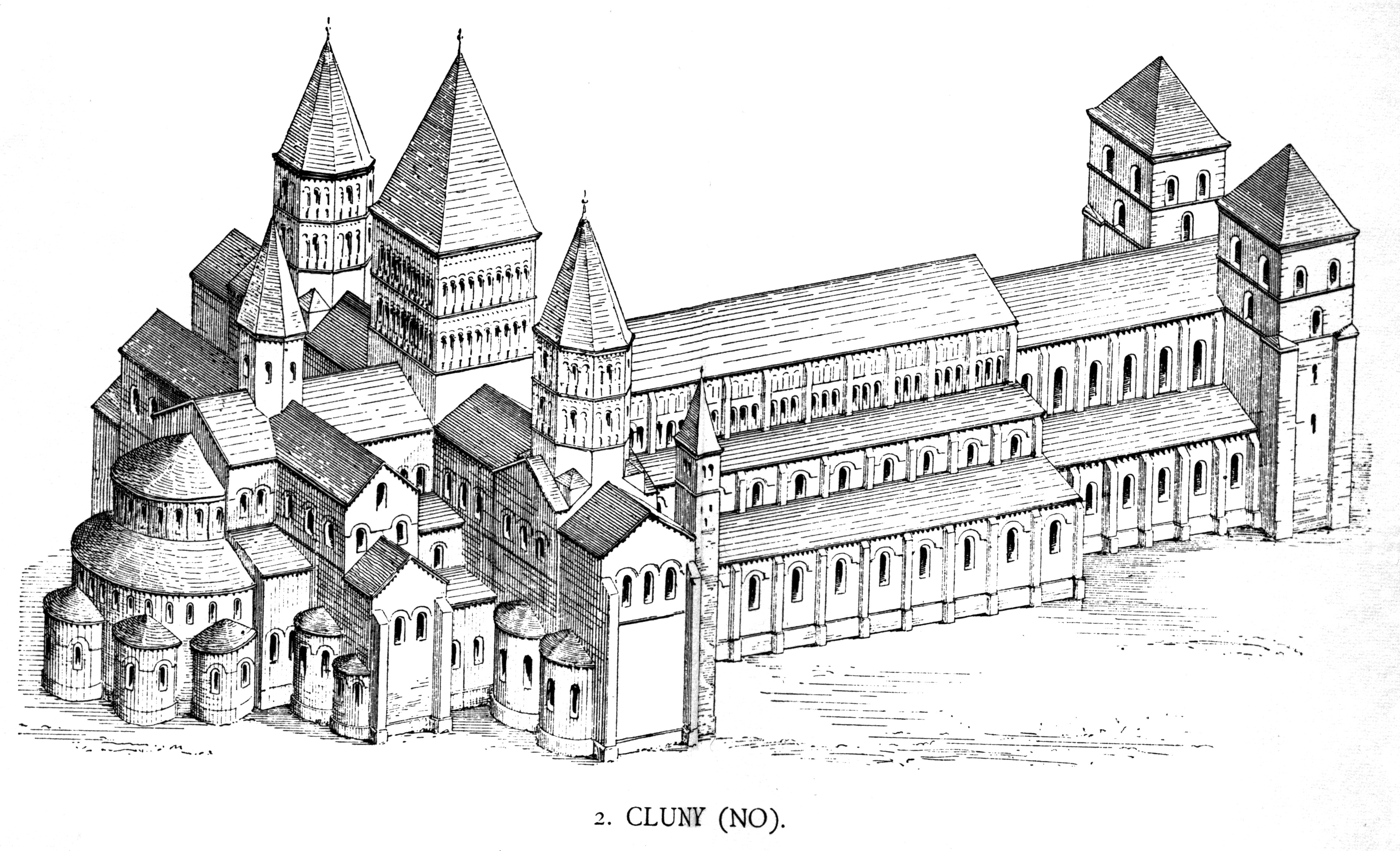
1119年教宗選舉在克呂尼修道院舉行，是在敘任權鬥爭後的選舉

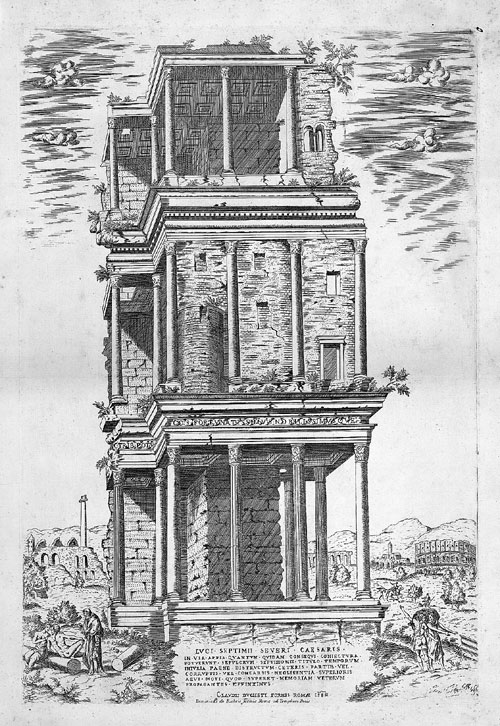
馬特奧·羅梭·奧爾西尼在1241年的宗座從缺期間是一位具有影響力的羅馬領主，因爲他將具有投票權的樞機關在七節樓，所以他被認為對當年的教宗選舉有很大的影響力

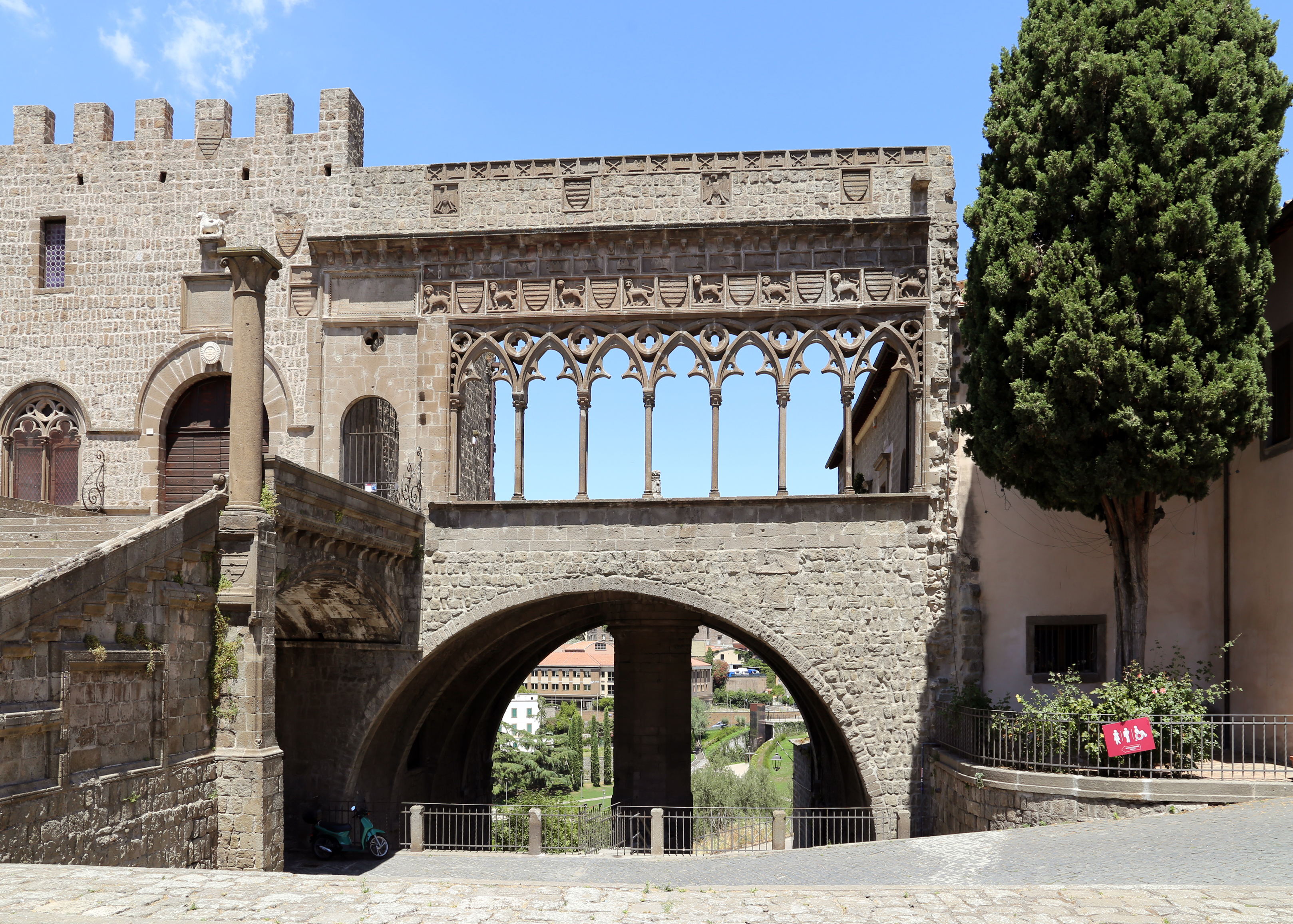
在1268年至1271年教宗選舉期間維泰博教宗宮的屋頂被拆，並在1280年至1281年舉行教宗選舉

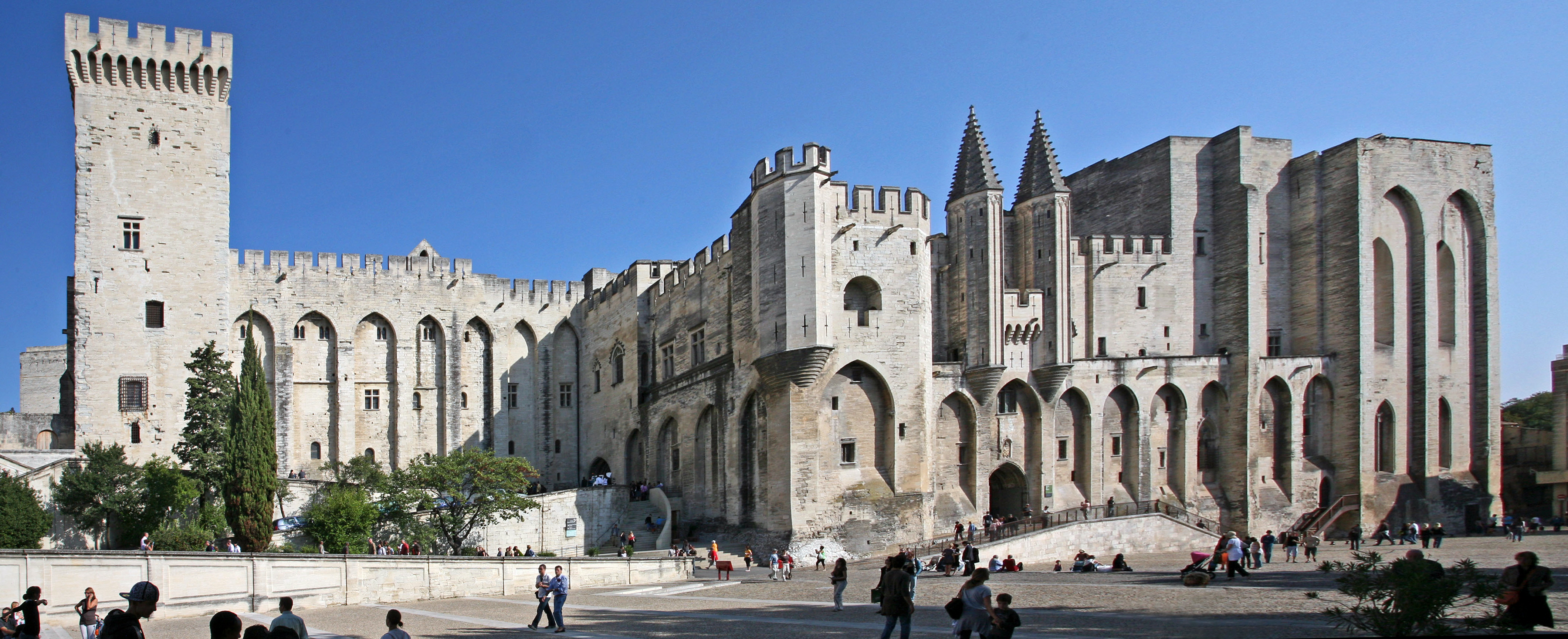
教宗宮，亞維儂教宗選舉秘密會議主要舉行地方

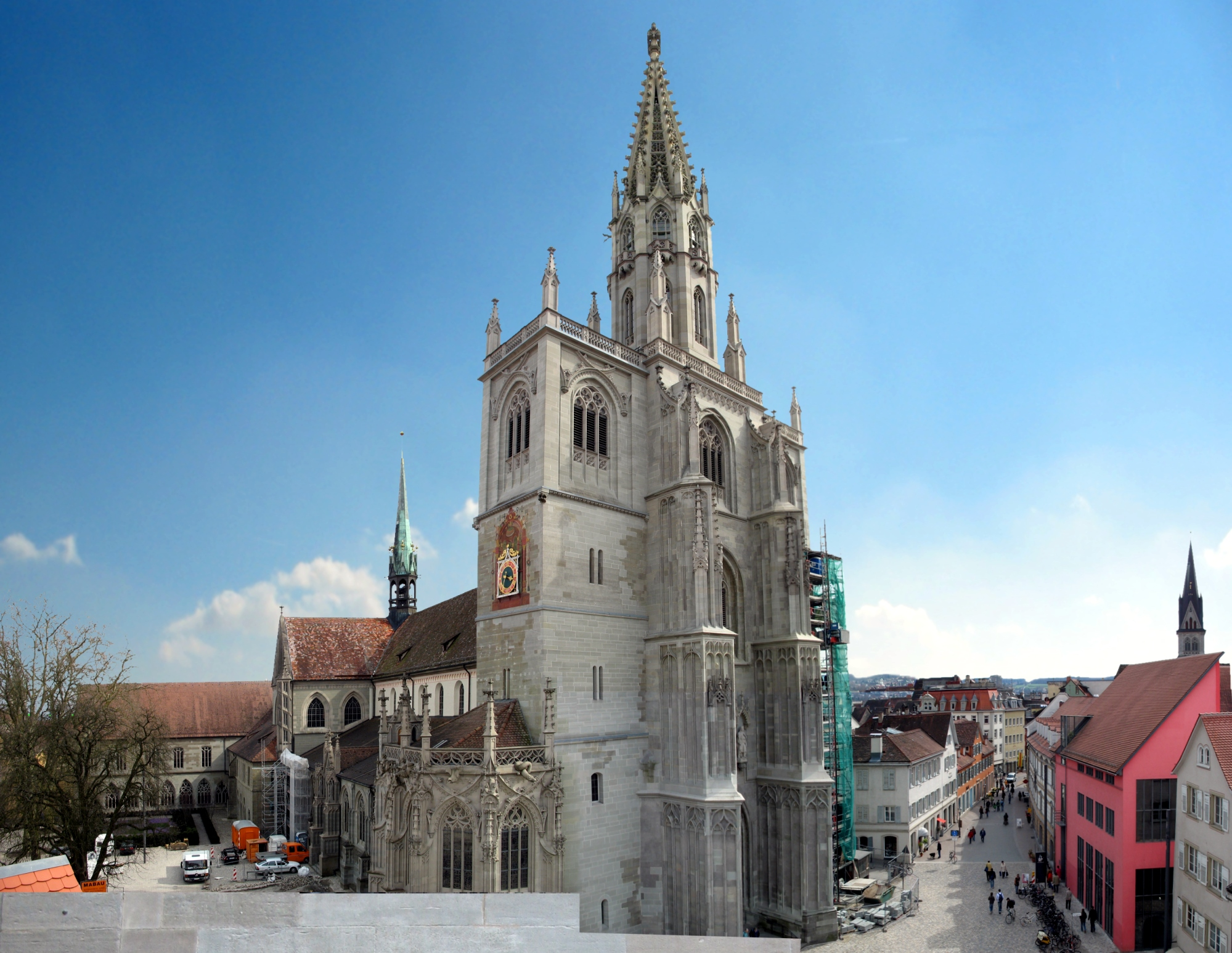
康斯坦茨大教堂為舉行康士坦斯大公會議的地點，也是最後一次在意大利以外舉行的教宗選舉

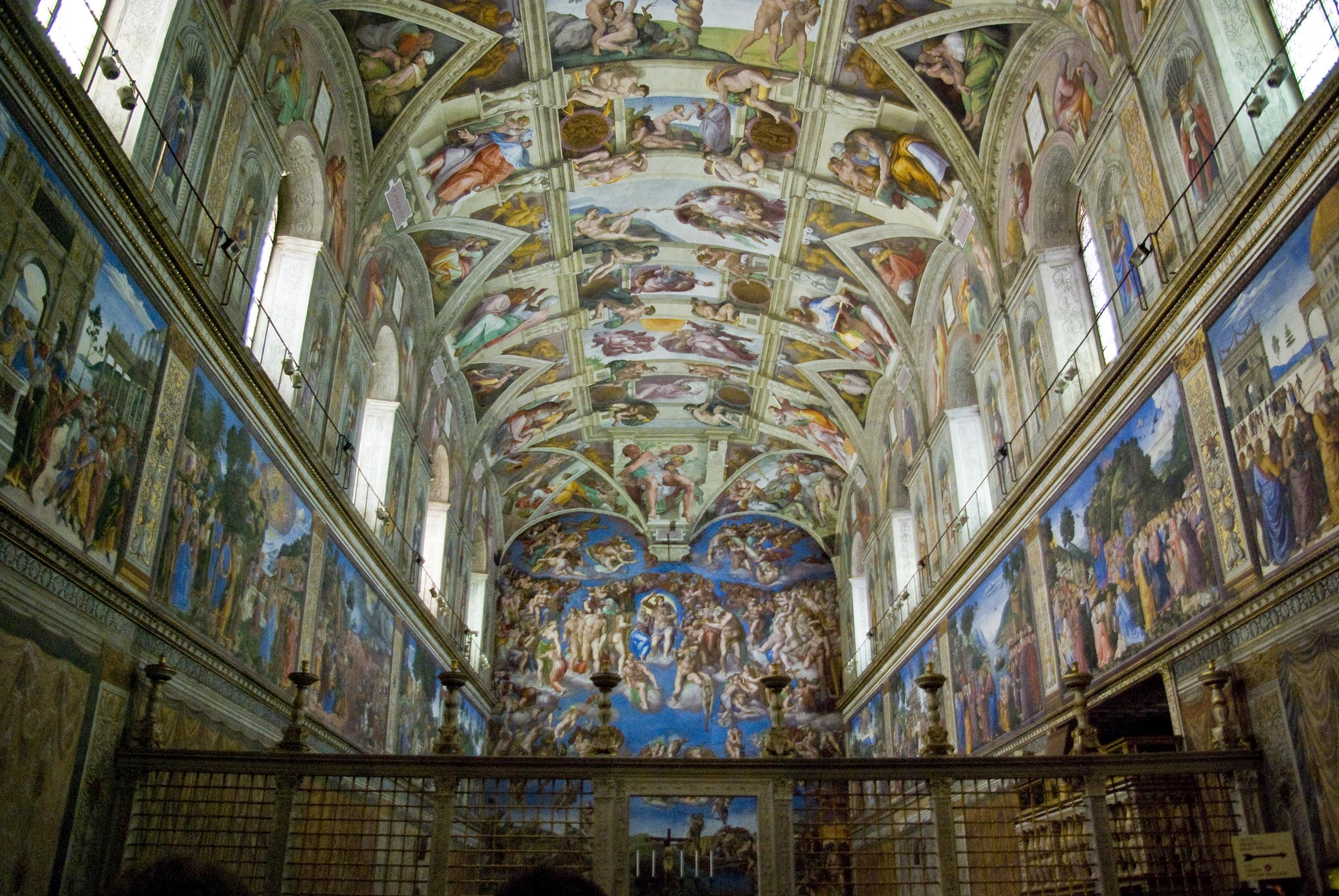
1492年教宗選舉秘密會議是第一次在西斯汀禮拜堂舉行的教宗選舉

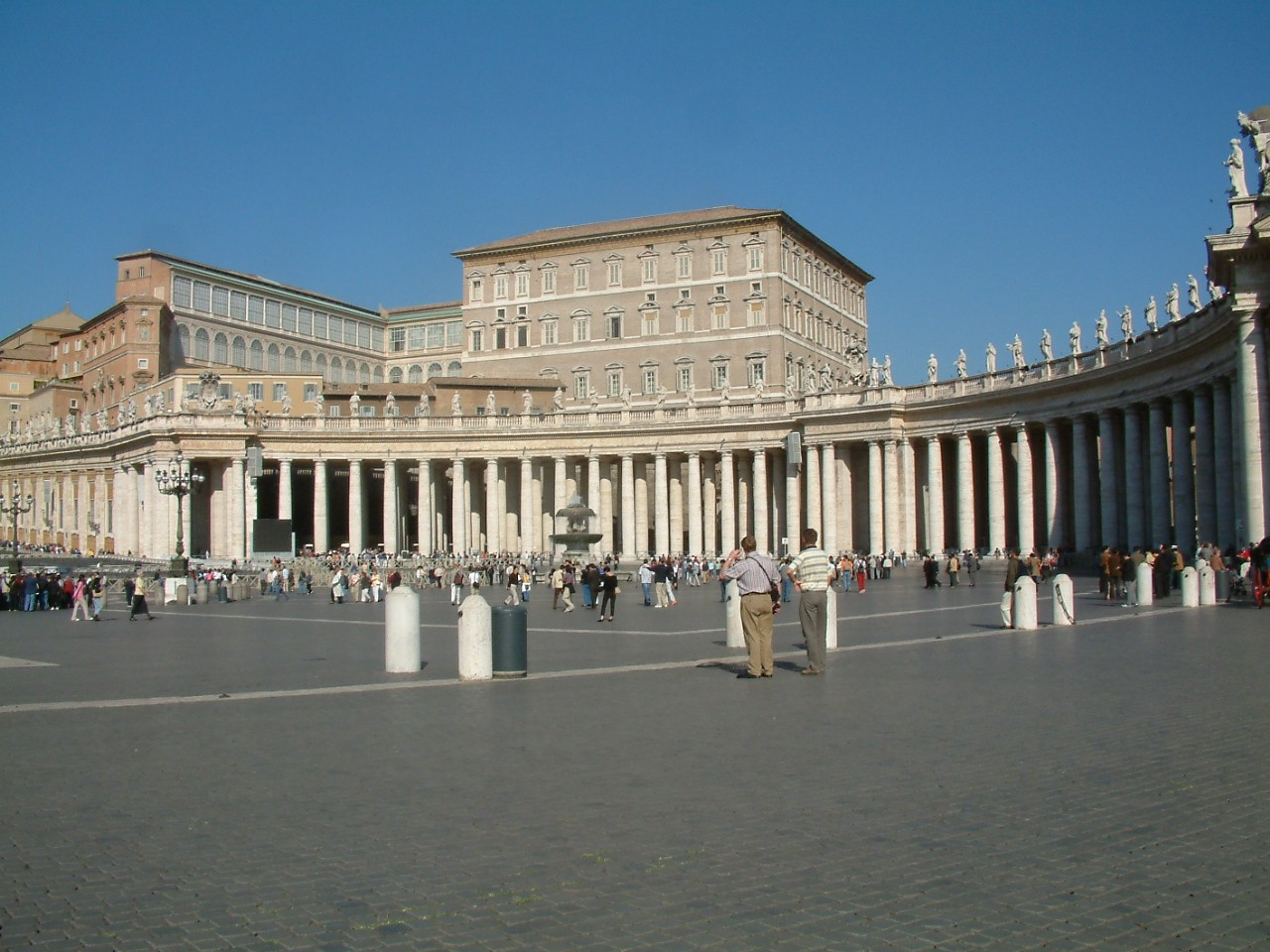
從1455年起，除了五次選舉外，其餘的教宗選舉都在宗座宮舉行

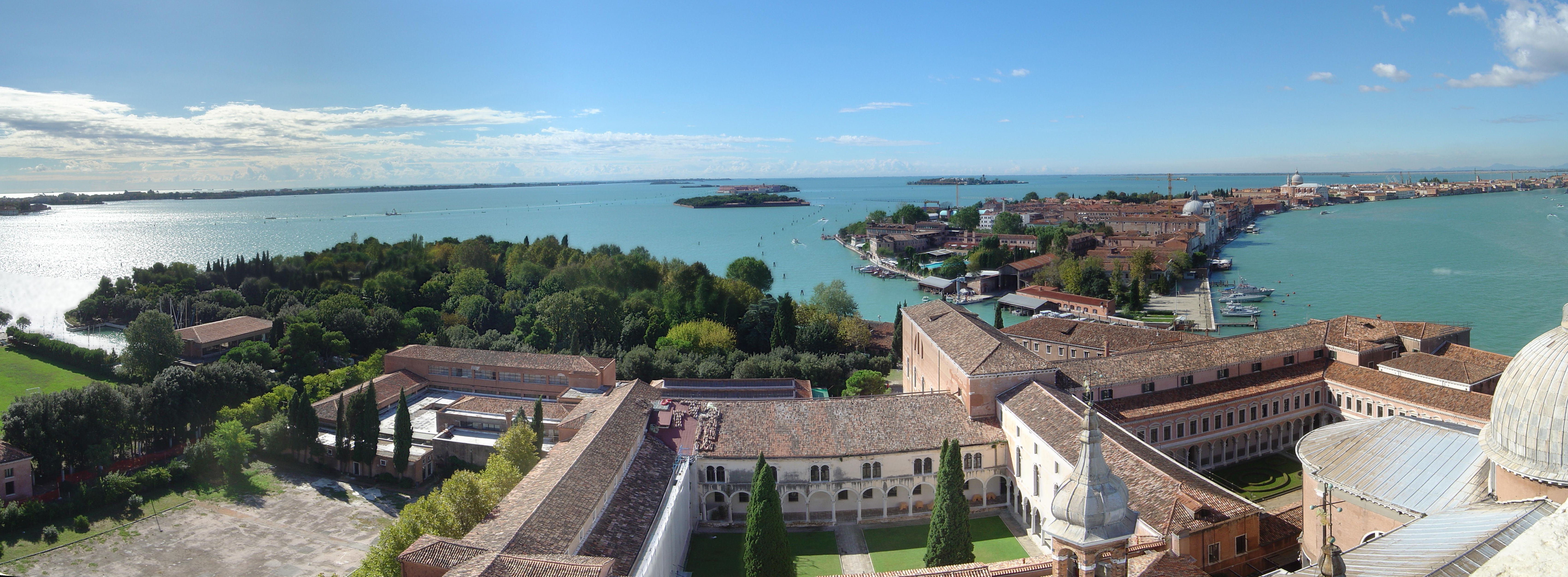
1799年至1800年教宗選舉在威尼斯聖喬治修道院舉行，羅馬以外的最後一個教宗選舉地點

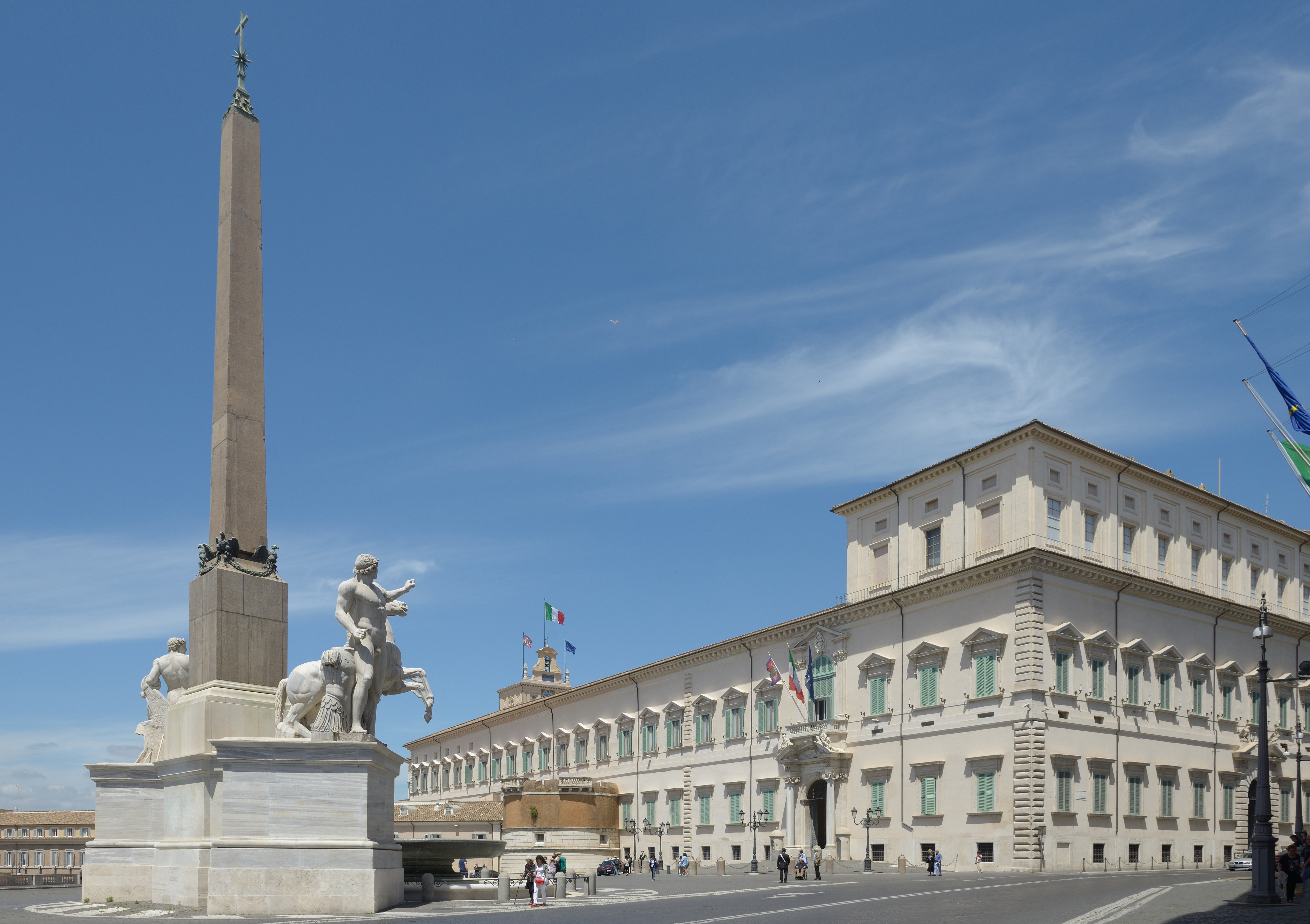
有四次選舉在奎里納雷宫舉行

| 目录 |
| --- |
| 1059–1100 · 1100–1200 · 1200–1300 · 1300–1400 · 1400–1500 · 1500–1600 · 1600–1700 · 1700–1800 · 1800–1900 · 1900–2000 · 2000–現今 |

斜體表示對立教宗選舉。
| 選舉                                                            | 選出教宗             | 地點                                                     | 參考        |
| --------------------------------------------------------------- | -------------------- | -------------------------------------------------------- | ----------- |
| 1061年教宗選舉                                                  | 歷山二世             | 聖伯多祿鎖鏈堂（羅馬）                                   | :19-24      |
| 1073年教宗選舉                                                  | 額我略七世           | 聖伯多祿鎖鏈堂（羅馬）                                   | :24-25      |
| 1086年教宗選舉                                                  | 维克托三世           | 施德索利奧的聖盧西亞教堂（羅馬）                         | :25-26      |
| 1088年教宗選舉                                                  | 烏爾巴諾二世         | 聖伯多祿及聖切薩雷奧教堂（泰拉奇納）                     | :26         |
| 1099年教宗選舉                                                  | 帕斯卡二世           | 拉特朗聖格肋孟聖殿（羅馬）                               | :26         |
| 1118年教宗選舉                                                  | 格拉修二世           | 帕拉蒂尼山本篤會修道院（羅馬）                           | :26-27      |
| 1119年教宗選舉                                                  | 嘉禮二世             | 克呂尼修道院 （法國）                                    | :27-28      |
| 1124年教宗選舉                                                  | 何諾二世             | 聖龐加爵聖殿（羅馬）                                     | :28-29      |
| 1130年教宗選舉                                                  | 依諾增爵二世         | 聖大額我略堂（羅馬）                                     | :29-31      |
| 1130年教宗選舉                                                  | 對立教宗克雷二世     | 聖馬爾谷聖殿（羅馬）                                     | :29-31      |
| 1143年教宗選舉                                                  | 雷定二世             | 拉特朗聖若望大殿（羅馬）                                 | :31         |
| 1144年教宗選舉                                                  | 路爵二世             | （羅馬）                                                 | :31         |
| 1145年教宗選舉                                                  | 恩仁三世             | 聖切薩雷奧大殿（羅馬）                                   | :31         |
| 1153年教宗選舉                                                  | 亞納大削四世         | 羅馬                                                     | :31         |
| 1154年教宗選舉                                                  | 阿德里安四世         | 舊聖伯多祿大殿（羅馬）                                   | :31-32      |
| 1159年教宗選舉                                                  | 歷山三世             | 舊聖伯多祿大殿（羅馬）                                   | :32-33      |
| 1159年教宗選舉                                                  | 對立教宗維克托四世   | 舊聖伯多祿大殿（羅馬）                                   | :32-33      |
| 1181年教宗選舉                                                  | 路爵三世             | 羅馬                                                     | :33         |
| 1185年教宗選舉                                                  | 烏爾巴諾三世         | 維羅納                                                   | :33         |
| 1187年10月教宗選舉                                              | 額我略八世           | 費拉拉                                                   | :33-34      |
| 1187年12月教宗選舉                                              | 克雷芒三世           | 比薩                                                     | :34         |
| 1191年教宗選舉                                                  | 雷定三世             | 羅馬                                                     | :34         |
| 1198年教宗選舉                                                  | 依諾增爵三世         | 七節樓（羅馬）                                           | :34         |
| 1216年教宗選舉                                                  | 何諾三世             | 教會宮（佩鲁贾）                                         | :34         |
| 1227年教宗選舉                                                  | 額我略九世           | 七節樓（羅馬）                                           | :34-35      |
| 1241年教宗選舉                                                  | 雷定四世             | 七節樓（羅馬）                                           | :35         |
| 1243年教宗選舉                                                  | 依諾增爵四世         | 阿納尼                                                   | :35-36      |
| 1254年教宗選舉                                                  | 歷山四世             | 那不勒斯                                                 | :36         |
| 1261年教宗選舉                                                  | 烏爾巴諾四世         | 聖老楞佐主教座堂                                         | :36         |
| 1264年至1265年教宗選舉                                          | 克勉四世             | 教會宮（佩鲁贾）                                         | :36-37      |
| 1268年至1271年教宗選舉                                          | 額我略十世           | 聖老楞佐主教座堂 維泰博教宗宮                            | :37-39      |
| 1276年1月教宗選舉秘密會議                                       | 依諾增爵五世         | 阿雷佐主教座堂                                           | :40         |
| 1276年7月教宗選舉秘密會議                                       | 阿德里安五世         | 拉特朗圣若望大殿（羅馬）                                 | :40-41      |
| 1276年教宗選舉                                                  | 若望二十一世         | 維泰博教宗宮                                             | :41         |
| 1277年教宗選舉                                                  | 尼各老三世           | 維泰博教宗宮                                             | :41         |
| 1280年至1281年教宗選舉                                          | 瑪爾定四世           | 維泰博教宗宮                                             | :42         |
| 1285年教宗選舉                                                  | 何諾四世             | 教會宮（佩鲁贾）                                         | :42-43      |
| 1287年至1288年教宗選舉                                          | 尼各老四世           | 羅馬                                                     | :43         |
| 1292年至1294年教宗選舉                                          | 雷定五世             | 聖母大殿（羅馬） 神廟遺址聖母堂（羅馬） 教會宮（佩鲁贾） | :43-45      |
| 1294年教宗選舉秘密會議                                          | 波尼法爵八世         | 新堡（那不勒斯）                                         | :45-46      |
| 1303年教宗選舉秘密會議                                          | 本篤十一世           | 拉特朗聖若望大殿（羅馬）                                 | :47-48      |
| 1304年至1305年教宗選舉秘密會議                                  | 克勉五世             | 圣老楞佐主教座堂                                         | :48-49      |
| 1314年至1316年教宗選舉秘密會議                                  | 若望二十二世         | 卡龐特拉大殿 里昂的宗教學校                              | :49-50      |
| 1334年教宗選舉秘密會議                                          | 本篤十二世           | 教宗宮（亞維儂）                                         | :50-51      |
| 1342年教宗選舉秘密會議                                          | 克勉六世             | 教宗宮（亞維儂）                                         | :51         |
| 1352年教宗選舉秘密會議                                          | 依諾增爵六世         | 教宗宮（亞維儂）                                         | :52-53      |
| 1362年教宗選舉秘密會議                                          | 烏爾巴諾五世         | 教宗宮（亞維儂）                                         | :54         |
| 1370年教宗選舉秘密會議                                          | 額我略十一世         | 教宗宮（亞維儂）                                         | :54-55      |
| 1378年教宗選舉秘密會議                                          | 烏爾巴諾六世         | 舊聖伯多祿大殿（羅馬）                                   | :55-60      |
| 1378年亞維儂教宗選舉秘密會議                                    | 對立教宗克勉七世     | 豐迪                                                     | :55-60      |
| 1389年教宗選舉秘密會議                                          | 波尼法爵九世         | 宗座宮（羅馬）                                           | :60-61      |
| 1394年亞維儂教宗選舉秘密會議                                    | 對立教宗本篤十三世   | 教宗宮（亞維儂）                                         | :61         |
| 1404年教宗選舉秘密會議                                          | 依諾增爵七世         | 羅馬                                                     | :62         |
| 1406年教宗選舉秘密會議                                          | 額我略十二世         | 羅馬                                                     | :62-63      |
| 1409年比薩大公會議                                              | 對立教宗亞歷山大五世 | 比薩                                                     | :63         |
| 1410年比薩教宗選舉秘密會議                                      | 對立教宗若望二十三世 | 圣白托略大殿（博洛尼亚）                                 | :63-64      |
| 1417年康士坦斯大公會議                                          | 瑪爾定五世           | 康斯坦茨大教堂                                           | :64-66      |
| 1423年亞維儂教宗選舉秘密會議                                    | 對立教宗克勉八世     | 佩尼伊斯科拉                                             | :67         |
| 1431年教宗選舉秘密會議                                          | 恩仁四世             | 神廟遺址聖母堂（羅馬）                                   | :68-69      |
| 1439年佛羅倫斯大公會議                                          | 對立教宗腓力五世     | 巴塞爾大教堂                                             | :69         |
| 1447年教宗選舉秘密會議                                          | 尼各老五世           | 神廟遺址聖母堂（羅馬）                                   | :70         |
| 1455年教宗選舉秘密會議                                          | 嘉禮三世             | 宗座宮（羅馬）                                           | :71-73      |
| 1458年教宗選舉秘密會議                                          | 庇護二世             | 宗座宮（羅馬）                                           | :73-77      |
| 1464年教宗選舉秘密會議                                          | 保祿二世             | 宗座宮（羅馬）                                           | :77-79      |
| 1471年教宗選舉秘密會議                                          | 西斯篤四世           | 宗座宮（羅馬）                                           | :79-81      |
| 1484年教宗選舉秘密會議                                          | 依諾增爵八世         | 宗座宮（羅馬）                                           | :81-83      |
| 1492年教宗選舉秘密會議                                          | 亞歷山大六世         | 宗座宮西斯汀禮拜堂（羅馬）                               | :84-85      |
| 1503年9月教宗選舉秘密會議                                       | 庇護三世             | 宗座宮（羅馬）                                           | :86-89      |
| 1503年10月教宗選舉秘密會議                                      | 儒略二世             | 宗座宮（羅馬）                                           | :89         |
| 1513年教宗選舉秘密會議                                          | 良十世               | 宗座宮西斯汀禮拜堂（羅馬）                               | :91-93      |
| 1521年至1522年教宗選舉秘密會議                                  | 阿德里安六世         | 宗座宮（羅馬）                                           | :95-98      |
| 1523年教宗選舉秘密會議                                          | 克勉七世             | 宗座宮（羅馬）                                           | :98-101     |
| 1534年教宗選舉秘密會議                                          | 保祿三世             | 宗座宮（羅馬）                                           | :102-103    |
| 1549年至1550年教宗選舉秘密會議                                  | 儒略三世             | 宗座宮（羅馬）                                           | :104-110    |
| 1555年教宗選舉秘密會議                                          | 才祿二世             | 宗座宮（羅馬）                                           | :111-112    |
| 1555年教宗選舉秘密會議                                          | 保祿四世             | 宗座宮（羅馬）                                           | :112-113    |
| 1559年教宗選舉秘密會議                                          | 庇護四世             | 宗座宮（羅馬）                                           | :116-120    |
| 1565年至1566年教宗選舉秘密會議                                  | 庇護五世             | 宗座宮（羅馬）                                           | :121-123    |
| 1572年教宗選舉秘密會議                                          | 額我略十三世         | 宗座宮（羅馬）                                           | :125-126    |
| 1585年教宗選舉秘密會議                                          | 西斯篤五世           | 宗座宮（羅馬）                                           | :127-130    |
| 1590年9月教宗選舉秘密會議                                       | 烏爾巴諾七世         | 宗座宮（羅馬）                                           | :132-134    |
| 1590年秋天教宗選舉秘密會議                                      | 額我略十四世         | 宗座宮（羅馬）                                           | :134-135    |
| 1591年教宗選舉秘密會議                                          | 依諾增爵九世         | 宗座宮（羅馬）                                           | :136        |
| 1592年教宗選舉秘密會議                                          | 克勉八世             | 宗座宮（羅馬）                                           | :136-138    |
| 1605年3月教宗選舉秘密會議                                       | 良十一世             | 宗座宮（羅馬）                                           | :139-142    |
| 1605年教宗選舉秘密會議                                          | 保祿五世             | 宗座宮（羅馬）                                           | :142        |
| 1621年教宗選舉秘密會議                                          | 額我略十五世         | 宗座宮（羅馬）                                           | :143-145    |
| 1623年教宗選舉秘密會議                                          | 烏爾巴諾八世         | 宗座宮（羅馬）                                           | :147-149    |
| 1644年教宗選舉秘密會議                                          | 依諾增爵十世         | 宗座宮（羅馬）                                           | :153-154    |
| 1655年教宗選舉秘密會議                                          | 亞歷山大七世         | 宗座宮（羅馬）                                           | :155-157    |
| 1667年教宗選舉秘密會議                                          | 克勉九世             | 宗座宮（羅馬）                                           | :157-159    |
| 1669年至1670年教宗選舉秘密會議                                  | 克勉十世             | 宗座宮（羅馬）                                           | :159-161    |
| 1676年教宗選舉秘密會議                                          | 依諾增爵十一世       | 宗座宮（羅馬）                                           | :161-162    |
| 1689年教宗選舉秘密會議                                          | 亞歷山大八世         | 宗座宮（羅馬）                                           | :163-164    |
| 1697年教宗選舉秘密會議                                          | 依諾增爵十二世       | 宗座宮（羅馬）                                           | :164-166    |
| 1700年教宗選舉秘密會議                                          | 克勉十一世           | 宗座宮（羅馬）                                           | :167        |
| 1721年教宗選舉秘密會議                                          | 依諾增爵十三世       | 宗座宮（羅馬）                                           | :168-170    |
| 1724年教宗選舉秘密會議                                          | 本篤十三世           | 宗座宮（羅馬）                                           | :170-171    |
| 1730年教宗選舉秘密會議                                          | 克勉十二世           | 宗座宮（羅馬）                                           | :171-173    |
| 1740年教宗選舉秘密會議                                          | 本篤十四世           | 宗座宮（羅馬）                                           | :173-175    |
| 1758年教宗選舉秘密會議                                          | 克勉十三世           | 宗座宮（羅馬）                                           | :175-176    |
| 1769年教宗選舉秘密會議                                          | 克勉十四世           | 宗座宮（羅馬）                                           | :176-178    |
| 1774年至1775年教宗選舉秘密會議                                  | 庇護六世             | 宗座宮（羅馬）                                           | :179-180    |
| 1799年至1800年教宗選舉秘密會議                                  | 庇護七世             | 聖喬治修道院（威尼斯）                                   | :182-184    |
| 1823年教宗選舉秘密會議                                          | 良十二世             | 奎里納雷宫（羅馬）                                       | :186-187    |
| 1829年教宗選舉秘密會議                                          | 庇護八世             | 奎里納雷宫（羅馬）                                       | :188-189    |
| 1830年至1831年教宗選舉秘密會議                                  | 額我略十六世         | 奎里納雷宫（羅馬）                                       | :189-190    |
| 1846年教宗選舉秘密會議                                          | 庇護九世             | 奎里納雷宫（羅馬）                                       | :191-193    |
| 1878年教宗選舉秘密會議                                          | 良十三世             | 宗座宮西斯汀禮拜堂（羅馬）                               | :195-199    |
| 1903年教宗選舉秘密會議                                          | 庇護十世             | 宗座宮西斯汀禮拜堂（羅馬）                               | :201-204    |
| 1914年教宗選舉秘密會議                                          | 本篤十五世           | 宗座宮西斯汀禮拜堂（羅馬）                               | [ 6 ]       |
| 1922年教宗選舉秘密會議                                          | 庇護十一世           | 宗座宮西斯汀禮拜堂（羅馬）                               | :209-210    |
| 1939年教宗選舉秘密會議                                          | 庇護十二世           | 宗座宮西斯汀禮拜堂（梵蒂岡）                             | :212-213    |
| 1958年教宗選舉秘密會議                                          | 若望二十三世         | 宗座宮西斯汀禮拜堂（梵蒂岡）                             | :215-218    |
| 1963年教宗選舉秘密會議                                          | 保祿六世             | 宗座宮西斯汀禮拜堂（梵蒂岡）                             | :219-222    |
| 1978年8月教宗選舉秘密會議                                       | 若望·保祿一世        | 宗座宮西斯汀禮拜堂（梵蒂岡）                             | :223-227    |
| 1978年10月教宗選舉秘密會議                                      | 若望·保祿二世        | 宗座宮西斯汀禮拜堂（梵蒂岡）                             | :223-227    |
| 2005年教宗選舉秘密會議                                          | 本篤十六世           | 宗座宮西斯汀禮拜堂（梵蒂岡）                             | [ 7 ]       |
| 2013年教宗選舉秘密會議 （2013年教宗選舉秘密會議樞機選舉人列表） | 方濟各               | 宗座宮西斯汀禮拜堂（梵蒂岡）                             | [ 8 ] [ 9 ] |
| 2025年教宗選舉秘密會議 （2025年教宗選舉秘密會議樞機選舉人列表） | 良十四世             | 宗座宮西斯汀禮拜堂（梵蒂岡）                             | [ 10 ]      |

## 外部連結
- 按世紀排列的教宗選舉列表 （页面存档备份，存于），包括參加選舉的主教列表：佛羅里達國際大學網站（英文）
- 11世紀至21世紀的教宗選舉列表 （页面存档备份，存于）：加州州立大學北嶺分校網站（英文）